# CDN Deportes
CDN Deportes es una cadena de televisión dominicana que emite programación deportiva para República Dominicana, propiedad de  CDN. Antes conocida como CDN Sports Max.
Una alianza entre CDN y SportsMax ha hecho posible el surgimiento de CDN-SportsMax, que transmitirá 24 horas de contenido deportivo por el canal 8 de Wind y TV-Claro, y por el 28 de Telecable Tricom.
El primer canal deportivo de República Dominicana fue presentado el jueves 17 de octubre, durante un acto encabezado por el señor Manuel Estrella, vicepresidente de Multimedios del Caribe, y Olly McIntosh, director general y consejero delegado de SportsMax.
CDN SportsMax ofrecerá una cobertura de fútbol internacional de la 2013 FIFA Sub- 17 Copa del Mundo, a finales de octubre y de otros próximos grandes eventos de la FIFA.
La parrilla programática de CDN-SportsMax cuenta con programas de producción local como “Fiebre de Golf”, conducido por Félix Olivo; “Centro Deportes”, con Onfalia Morillo y Frank Prats; “Momentos de Boxeo”, con Carlos Nina Gómez, y “Deportes entre Nosotros”, conducido por Osvaldo Rodríguez Suncar. Reyes Guzmán, del programa Variedad, traerá temas sobre ruedas, motores, máquinas, todos relacionados con el automovilismo.
Igualmente, la programación producida desde CDN- SportsMax, incluye partidos clásicos de boxeo y competencias de campo y pista de todo el mundo.
En enero de 2020 se renovó como CDN Deportes.

## Cobertura deportiva
Esta es una lista de eventos y competiciones que actualmente son transmitidos en la señal:
- Copa América
- Liga MX
- Copa MX
- Liga de Naciones de la Concacaf
- Liga Dominicana de Fútbol
- NBA

## Competidores
- Sky Sports (México)

- Datos: Q109314377